# Maciej Mizerski

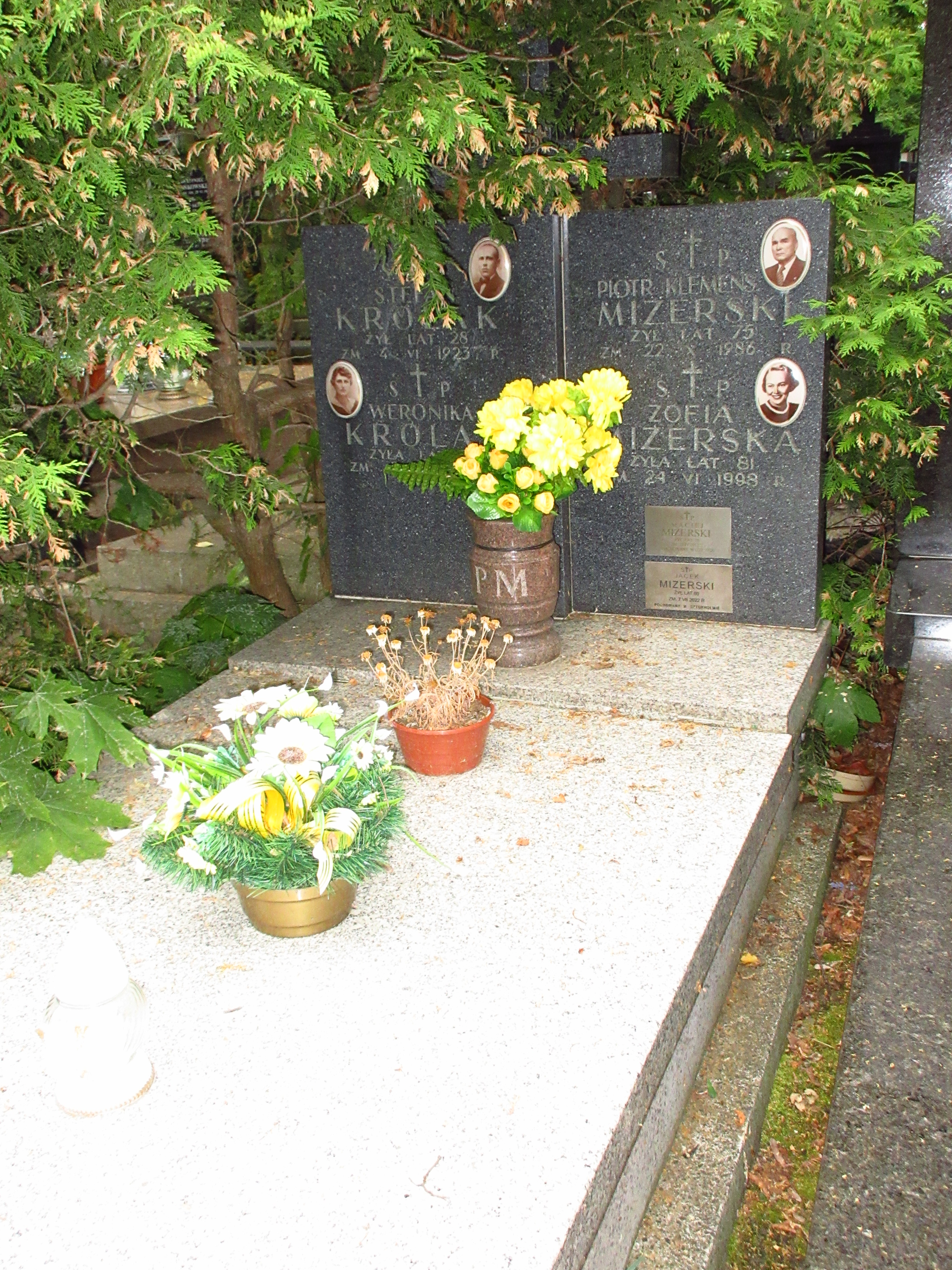
Symboliczny grób Macieja Mizerskiego na Cmentarzu Bródnowskim.

Maciej „Matt” Mizerski (ur. 15 sierpnia 1942, zm. 28 kwietnia 2012 w Ottawie) – polski trener boksu, działacz sportowy. Wychowawca wielu pięściarzy, najsławniejszym z nich był Lennox Lewis. Był m.in. szefem wyszkolenia kanadyjskiej federacji boksu amatorskiego. Pod jego sterem kanadyjscy pięściarze zdobyli 9 medali olimpijskich (w tym złoty Lewisa w Seulu) i 5 medali mistrzostw świata.
Symboliczny grób Macieja Mizerskiego znajduje się na cmentarzu Bródnowskim w Warszawie. 